# Liste der Baudenkmäler in Wörth an der Donau

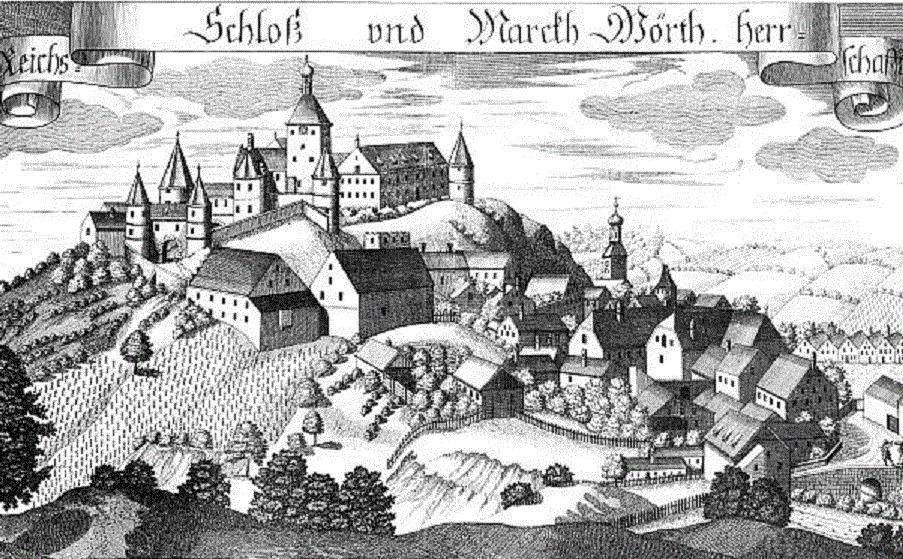
Wening: Wörth um 1700

Auf dieser Seite sind die Baudenkmäler in der Oberpfälzer Stadt Wörth an der Donau zusammengestellt. Diese Tabelle ist eine Teilliste der Liste der Baudenkmäler in Bayern. Grundlage ist die Bayerische Denkmalliste, die auf Basis des Bayerischen Denkmalschutzgesetzes vom 1. Oktober 1973 erstmals erstellt wurde und seither durch das Bayerische Landesamt für Denkmalpflege geführt wird. Die folgenden Angaben ersetzen nicht die rechtsverbindliche Auskunft der Denkmalschutzbehörde.

## Baudenkmäler nach Ortsteilen

### Wörth an der Donau
| Lage                                    | Objekt                                          | Beschreibung | Akten-Nr.     | Bild                                            |
| --------------------------------------- | ----------------------------------------------- | --- | ------------- | ----------------------------------------------- |
| Donaustraße 6 (Standort)                | Wegkapelle                                      | Giebelständiger Satteldachbau mit offenem Gehäuse, bezeichnet mit 1655 | D-3-75-210-1  | Wegkapelle                                      |
| Herrnberg (Standort)                    | Kapelle Kreuzigung Jesu, sogenannte Pestkapelle | Walmdachbau mit hoher offener Nische, 1713 | D-3-75-210-17 | Kapelle Kreuzigung Jesu, sogenannte Pestkapelle |
| Herrngasse 8; Herrnberg (Standort)      | Kreuzweg                                        | 14 Stationen, Granitpfeiler mit Satteldachaufsatz, Anlage des 17. Jahrhunderts, im 19. erneuert Dabei zwei Kapellenbildstöcke, giebelständige Satteldachgehäuse, wohl 18./19. Jahrhundert | D-3-75-210-4  | Kreuzweg                                        |
| Kapellenweg 3; Kapellenweg 5 (Standort) | Kapelle St. Maria                               | sogenannte Hohenrainkapelle, ehemalige Wallfahrts-, jetzt Friedhofskapelle, Walmdachbau mit eingezogener Apsis, Dachreiter, offener Vorhalle und Pilastergliederung, 18. Jahrhundert Friedhof, Umfassungsmauer mit Nischen, 1821 | D-3-75-210-2  | Kapelle St. Maria                               |
| Kirchplatz 1 (Standort)                 | Katholische Pfarrkirche St. Peter               | Dreischiffige Basilika mit eingezogenem Chor und Flankenturm mit Spitzdach, 1. Hälfte 13. Jahrhundert, nördliches Seitenschiff 14. Jahrhundert, Turm und Nordportal 1464, Chor um 1600; mit Ausstattung | D-3-75-210-5  | weitere Bilder                                  |
| Ludwigstraße 9 (Standort)               | Wohn- und Geschäftshaus                         | Zweigeschossiger Walmdachbau mit Kniestock und Putzgliederungen, klassizistisch, Mitte 19. Jahrhundert | D-3-75-210-6  | Wohn- und Geschäftshaus                         |
| Nähe Straubinger Straße (Standort)      | Zwei Kapellenbildstöcke                         | Satteldachgehäuse mit profiliertem Schaft und Putzgliederungen, 2. Hälfte 18. Jahrhundert, Bilder neu | D-3-75-210-19 | Zwei Kapellenbildstöcke                         |
| Petersplatz 2 (Standort)                | Wohnhaus                                        | zweigeschossiger und traufständiger Mansarddachbau mit Halbwalm, 18. Jahrhundert | D-3-75-210-7  | Wohnhaus                                        |
| Rathausplatz 1 (Standort)               | Rathaus                                         | zweigeschossiger Satteldachbau mit Mittelrisalit und Treppengiebeln, Neurenaissance, um 1900 | D-3-75-210-8  | Rathaus                                         |
| Rathausplatz 2 (Standort)               | Wohnhaus                                        | zweigeschossiger Walmdachbau mit Zwerchgiebel, Putzgliederungen und Gusseisenbalkon, letztes Viertel 19. Jahrhundert | D-3-75-210-9  | Wohnhaus                                        |
| Regensburger Straße 12 (Standort)       | Wegkapelle                                      | giebelständiges und offenes Satteldachgehäuse, 19. Jahrhundert | D-3-75-210-10 | Wegkapelle                                      |
| Schloßberg 1 (Standort)                 | Schloss Wörth                                   | Schloss, Mehrflügelanlage, im Kern 13. Jahrhundert, Ausbau im 16. und 17. Jahrhundert; Ostflügel mit Bergfried, fünfgeschossiger Zeltdachbau, Mitte des 13. Jahrhunderts, mit Treppenturm des 16. Jahrhunderts, daran anschließend sogenanntes Dienstgebäude mit Dürnitz, zweigeschossiger Satteldachbau mit Treppengiebel, um 1522/25, und zweigeschossiges Torhaus mit zwei Batterietürmen, bezeichnet 1525; Hauptbau, zweigeschossigem Dreiflügelanlage mit Fürstenbau und zwei Rondelltürmen, Renaissance, im Kern ab 1522, Ausbau mit Arkaden Anfang 17. Jahrhundert; Schlosskirche St. Martin, Saalbau mit abgewalmtem Satteldach und Nordportal, Renaissance, bezeichnet 1616; mit Ausstattung; Unteres Tor aus zwei Flankentürmen mit dreigeschossigem Torhaus, bezeichnet 1605; Schlossmauern mit nordöstlichem Batterieturm und Zwingergraben, frühes 17. Jahrhundert; Brunnen, rundes Becken mit profiliertem Rand und fragmentiertem Stock, Renaissance, 1636 | D-3-75-210-11 | weitere Bilder                                  |
| Schloßberg 11 (Standort)                | Kleinbauernhaus                                 | eingeschossiger und giebelständiger Flachsatteldachbau mit Blockbau-Kniestock, 18. Jahrhundert | D-3-75-210-12 | Kleinbauernhaus                                 |
| Schloßstraße 21 (Standort)              | Ehemaliges Weißbräuhaus                         | zweigeschossiger und giebelständiger Satteldachbau mit Blendarkaden und rundbogigem Portal, 16./17. Jahrhundert | D-3-75-210-13 | Ehemaliges Weißbräuhaus                         |
| Schloßstraße 32 (Standort)              | Ehemaliges Forsthaus                            | zweigeschossiger und giebelständiger, gestelzter Satteldachbau mit Treppengiebeln, wohl 16./17. Jahrhundert | D-3-75-210-14 | Ehemaliges Forsthaus                            |
| Schloßstraße 42 (Standort)              | Ehemalige Hofbäckerei                           | eingeschossiger, giebelständiger und gestelzter Frackdachbau mit zwei Erker auf profilierten Konsolen, 16. Jahrhundert | D-3-75-210-15 | Ehemalige Hofbäckerei                           |
| Schußhütte 6 (Standort)                 | Schießhaus                                      | eingeschossiger Mansardwalmdachbau mit Schindeldeckung; zwei Schießhütten, offene Gehäuse mit schindelgedeckten Zeltdächern; Anfang 19. Jahrhundert | D-3-75-210-16 | Schießhaus                                      |

### Eidenzell
| Lage               | Objekt                    | Beschreibung                                                | Akten-Nr.     | Bild                      |
| ------------------ | ------------------------- | ----------------------------------------------------------- | ------------- | ------------------------- |
| Sauberg (Standort) | Votivkapelle 14 Nothelfer | offenes Satteldachgehäuse, 18. Jahrhundert; mit Ausstattung | D-3-75-210-18 | Votivkapelle 14 Nothelfer |

### Giffa
| Lage                   | Objekt     | Beschreibung                                                                                      | Akten-Nr.     | Bild       |
| ---------------------- | ---------- | ------------------------------------------------------------------------------------------------- | ------------- | ---------- |
| Giffa 43a (Standort)   | Steinkreuz | griechische Form mit verbreitertem Fuß, Kalkstein, spätmittelalterlich                            | D-3-75-210-46 | BW         |
| Klosterfeld (Standort) | Hofkapelle | traufständiger Satteldachbau mit Dachreiter, Fenstereinfassungen Blankziegel, neugotisch, um 1880 | D-3-75-210-21 | Hofkapelle |

### Hinterzirnberg
| Lage                                        | Objekt                               | Beschreibung | Akten-Nr.     | Bild |
| ------------------------------------------- | ------------------------------------ | --- | ------------- | ---- |
| Hinterzirnberg 1; Zirnbergfelder (Standort) | Mühlenanlage, sogenannte Markl-Mühle | Wohnhaus, zweigeschossiger Satteldachbau mit Blockbau-Obergeschoss, Schroten und angebautem Mühlenhaus, Frackdachbau, teilweise Blockbau-Konstruktion, mit Wasserrad; Stadel, Massivbau mit Satteldach; Backofen, Satteldachbau mit Rundbogengewölbe, Bruchstein; 18. Jahrhundert, im Kern 15. Jahrhundert | D-3-75-210-22 | BW   |

### Hof
| Lage             | Objekt          | Beschreibung | Akten-Nr.     | Bild |
| ---------------- | --------------- | --- | ------------- | ---- |
| Hof 6 (Standort) | Kleinbauernhaus | zweigeschossiges und traufständiges Mitterstallhaus mit Blockbau-Obergeschoss und angebauter Mühle, Blockbau, 2. Viertel 19. Jahrhundert | D-3-75-210-24 | BW   |
| Hof 7 (Standort) | Bauernhaus      | eingeschossiger und giebelständiger Blockbau mit Satteldach, teilweise versteinert, 18. Jahrhundert                                      | D-3-75-210-23 | BW   |

### Hofdorf
| Lage                                   | Objekt                                                  | Beschreibung | Akten-Nr.     | Bild                                                    |
| -------------------------------------- | ------------------------------------------------------- | --- | ------------- | ------------------------------------------------------- |
| Dorfplatz 3; Hauptstraße 13 (Standort) | Gasthaus                                                | zweigeschossiger und giebelständiger Satteldachbau, 17. Jahrhundert | D-3-75-210-25 | Gasthaus                                                |
| Dorfplatz 4 (Standort)                 | Kath. Expositurkirche St. Michael                       | Saalbau mit eingezogenem Chor und Westturm mit Spitzdach, neugotisch, 1880–83; mit Ausstattung | D-3-75-210-26 | weitere Bilder                                          |
| Kirchweg 3 (Standort)                  | Ehemaliges Pfarrhaus                                    | zweigeschossiger und gestelzter Walmdachbau, um 1800 | D-3-75-210-27 | Ehemaliges Pfarrhaus                                    |
| Zur Alten Donau 4 (Standort)           | Ehemaliges Forsthaus, von 1997 bis 2015 Nostalgiemuseum | zweigeschossiger und traufständiger Satteldachbau mit rundbogigen Öffnungen, Rundbogenstil; Nebengebäude, eingeschossiger und giebelständiger Satteldachbau mit betontem Giebel; Stadel, giebelständiger Satteldachbau mit betontem Giebel; Mitte 19. Jahrhundert | D-3-75-210-28 | Ehemaliges Forsthaus, von 1997 bis 2015 Nostalgiemuseum |

### Hungersacker
| Lage                          | Objekt     | Beschreibung                                                                                                | Akten-Nr.     | Bild |
| ----------------------------- | ---------- | --- | ------------- | ---- |
| Auf dem Kreuzstein (Standort) | Steinkreuz | wohl 16. Jahrhundert                                                                                        | D-3-75-210-20 | BW   |
| Hungersacker 8 (Standort)     | Bauernhaus | zweigeschossiger und traufständiger Flachsatteldachbau mit Blockbau-Obergeschoss, 2. Hälfte 18. Jahrhundert | D-3-75-210-29 | BW   |

### Kiefenholz
| Lage                     | Objekt                                | Beschreibung | Akten-Nr.     | Bild                                  |
| ------------------------ | ------------------------------------- | --- | ------------- | ------------------------------------- |
| Kiefenholz 45 (Standort) | Kath. Filialkirche Jakobus d. Ä.      | Chorturmkirche mit Vorzeichen, mittelalterlich, Langhaus 17./18. Jahrhundert; Friedhofsmauer, 17.–19. Jahrhundert, in der Anlage mittelalterlich | D-3-75-210-30 | weitere Bilder                        |
| Maisteigfeld (Standort)  | Wegkapelle, sogenannte Stadlerkapelle | giebelständiger Satteldachbau mit Schweifgiebel, Pilastergliederung und rundbogiger Öffnung, 17. Jahrhundert                                     | D-3-75-210-31 | Wegkapelle, sogenannte Stadlerkapelle |
| Mitterfeld (Standort)    | Steinkreuz                            | lateinische Form mit verbreitertem Fuß, Sandstein, 19. Jahrhundert                                                                               | D-3-75-210-32 | Steinkreuz                            |

### Oberachdorf
| Lage                              | Objekt                   | Beschreibung | Akten-Nr.     | Bild                     |
| --------------------------------- | ------------------------ | --- | ------------- | ------------------------ |
| Nähe Oberachdorfstraße (Standort) | Kriegergedächtniskapelle | giebelständiger und abgewalmter Satteldachbau mit Vordach auf Pfeilern und Putzgliederungen, bezeichnet 1921; mit Ausstattung | D-3-75-210-33 | Kriegergedächtniskapelle |

### Piehl
| Lage                | Objekt        | Beschreibung                                                                                      | Akten-Nr.     | Bild          |
| ------------------- | ------------- | ------------------------------------------------------------------------------------------------- | ------------- | ------------- |
| In Piehl (Standort) | Wegkapelle    | giebelständiger Satteldachbau mit offenem Gehäuse, 19. Jahrhundert; mit Ausstattung               | D-3-75-210-34 | Wegkapelle    |
| Piehl 2 (Standort)  | Wohnstallhaus | zweigeschossiger und giebelständiger Satteldachbau mit Blockbau-Obergeschoss, 18./19. Jahrhundert | D-3-75-210-35 | Wohnstallhaus |

### Tiefenthal
| Lage                                   | Objekt                                                              | Beschreibung | Akten-Nr.     | Bild           |
| -------------------------------------- | ------------------------------------------------------------------- | --- | ------------- | -------------- |
| Galgenfelder; In Tiefenthal (Standort) | Wegkapelle                                                          | giebelständiger Satteldachbau mit offenem Gehäuse, 19. Jahrhundert                                                       | D-3-75-210-38 | Wegkapelle     |
| St 2125 (Standort)                     | Steinkreuz                                                          | griechische Form mit verstümmeltem Arm, Granit. Wohl spätmittelalterlich                                                 | D-3-75-210-39 | Steinkreuz     |
| Tiefenthal 41 (Standort)               | Kath. Nebenkirche und ehemalige Burgkapelle St. Ulrich und Wolfgang | Saalbau mit eingezogener Apsis und Chortürmchen mit Zwiebelhaube und Putzgliederungen, um 1200, Türmchen 17. Jahrhundert | D-3-75-210-36 | weitere Bilder |
| Tiefenthal 42 (Standort)               | Bauernhaus                                                          | zweigeschossiger Blockbau mit Satteldach und Giebelschrot, 18. Jahrhundert                                               | D-3-75-210-37 | BW             |

### Vorderzirnberg
| Lage                        | Objekt     | Beschreibung                                       | Akten-Nr.     | Bild |
| --------------------------- | ---------- | -------------------------------------------------- | ------------- | ---- |
| Vorderzirnberg 3 (Standort) | Wegkapelle | giebelständiges Satteldachgehäuse, 19. Jahrhundert | D-3-75-210-40 | BW   |

### Weihern
| Lage                  | Objekt                        | Beschreibung                                                                                                  | Akten-Nr.     | Bild                 |
| --------------------- | ----------------------------- | --- | ------------- | -------------------- |
| Steinäcker (Standort) | Wegkapelle St. Maria          | giebelständiger Satteldachbau mit korbbogiger Öffnung, neugotisch, 2. Hälfte 19. Jahrhundert; mit Ausstattung | D-3-75-210-42 | Wegkapelle St. Maria |
| Weihern 13 (Standort) | Kath. Nebenkirche Mariä Namen | giebelständiger Saalbau mit abgewalmtem Satteldach und verschindeltem Dachreiter, 1933                        | D-3-75-210-41 | weitere Bilder       |
| Weihern 19 (Standort) | Ehemaliges Bauernhaus         | traufständiger Blockbau mit Satteldach, 18./19. Jahrhundert                                                   | D-3-75-210-43 | BW                   |

### Zinzendorf
| Lage                     | Objekt                         | Beschreibung | Akten-Nr.     | Bild           |
| ------------------------ | ------------------------------ | --- | ------------- | -------------- |
| Zinzendorf 43 (Standort) | Kath. Nebenkirche St. Matthäus | giebelständiger Satteldachbau mit Walm, eingezogener Apsis und Dachreiter mit Rhombendach, romanisch, 12./13. Jahrhundert, Dachreiter neuromanisch, 2. Hälfte 19. Jahrhundert; mit Ausstattung | D-3-75-210-44 | weitere Bilder |